# Jaworzno Azot
Jaworzno Azot – zlikwidowany przystanek osobowy w jaworznickiej dzielnicy Stara Huta, w województwie śląskiem. Znajdował się przy skrzyżowaniu kolejowo-drogowym na ul. Fabrycznej, usytuowany był w kilometrze 8,395 na dawnej linii kolejowej nr 126. Jaworzno Szczakowa – Bolęcin między stacją Jaworzno a przystankiem Jaworzno Szyb Sobieski. Przystanek obsługiwał pasażerskie lokalne połączenia kolejowe w relacjach Jaworzno Szczakowa – Bolęcin – Sucha Beskidzka.